# Мохаммед Реза Пахлаві
Мохаммед Реза Пахлаві (перс. محمدرضا پهلوی [mohæmˈmæd reˈzɒː pæhlæˈviː]; зазвичай називали у західному світі як Мохаммед Реза Шах (перська محمدرضا شاه), або просто Шах; 26 жовтня 1919, Тегеран, Іран — 27 липня 1980, Каїр, Єгипет) — останній шахиншах Ірану з династії Пахлаві. Ініціатор глибоких суспільних та господарських реформ у країні. Відсторонений від влади в 1979 внаслідок Ісламської революції в Ірані.
Багато критиків називали шаха західною та американською «маріонеткою», це звинувачення було спростовано як необґрунтоване сучасними вченими через сильні регіональні та націоналістичні амбіції шаха, які часто призводили Тегеран до суперечок із західними союзниками. Зокрема, адміністрація Картера, яка взяла під контроль Білий дім у 1977, вважала шаха неприємним союзником і прагнула змінити політичну систему Ірану.

## Життєпис

### Освіта
Здобув приватну освіту в Ірані, продовжив навчання в коледжі Ле-Росей у Швейцарії, в травні 1937 року повернувся в Тегеран. У Другій світовій війні його батько Реза Шах Пахлаві був союзником Третього Рейху, через що 1941 року під тиском Великої Британії та СРСР змушений був відмовитися від влади на користь сина, тож Мохаммед став шахом. У серпні 1953 року через непорозуміння з прем'єр-міністром Мохаммедом Мосаддиком покинув країну. Після перевороту, що повалив уряд Мосаддика, шах повернувся до Ірану, ставши по суті одноосібним правителем країни. Мосаддик мав величезну популярність серед населення, через що шах не наважився стратити його.

### Біла революція
Під час білої революції почав процес модернізації економіки та суспільства. Селянам-здольникам було розпродано земельні ділянки, на яких вони працювали і які належали державі. На початку 1960-их крупних поміщиків змусили продати або здати в оренду здольникам більшу частину своїх земель, а на тих, що залишилися, розгорнути капіталістичне сільськогосподарське виробництво. Значні кошти було вкладено в іригацію, енергетику, транспорт та освіту. В 1970-их роках, використовуючи швидке зростання прибутків від експорту нафти, Мохаммед Реза Пахлаві форсував процес індустріалізації та значною мірою зміцнив збройні сили. Шах також встановив контроль над іранською нафтовою промисловістю.

### Внутрішня і зовнішня політика
Водночас шах мав велику залежність від Заходу, особливо США[джерело?]. Більша частина величезних прибутків від нафти пішла на збільшення військової сили та збагачення еліти. Модернізацію було проведено не досить ефективно (зокрема замість підготовки власних кваліфікованих кадрів, Мохаммед робив ставку на іноземців, що сприяло невдоволенню з боку іранців), а деяких частин країни вона фактично не торкнулася (особливо сільської місцевості). Шах придушував усі спроби обмежити його владу і режим з боку як ісламських фундаменталістів, так і комуністів. В останній 10-15 років його правління особливо зріс вплив САВАКу (міністерства національної безпеки), великого розмаху набули репресії, що відбувалися за найменшої підозри у нелояльності до монархії і без суду.

### Революція та еміграція
У 1979 внаслідок загальних антишахських протестів Пахлаві був змушений покинути Іран, після чого в країні було скасовано монархію та проголошено ісламську республіку на чолі з аятолою Хомейні. Коли того ж року він приїхав до США на лікування, ісламські активісти взяли в заручники працівників американського посольства в Тегерані і поставили вимогу про видачу Пахлаві. Реза-шах отримав притулок в Єгипті.
Помер 27 липня 1980 року в Каїрі.

## Галерея

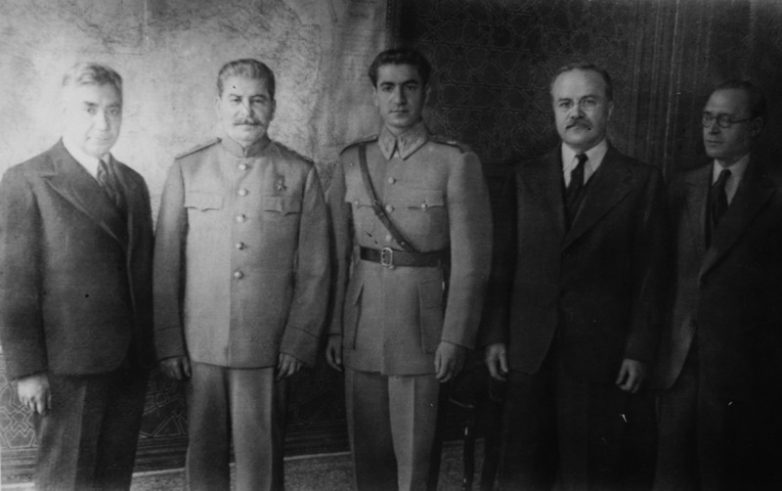
Сталін, шах, Молотов, Тегеран, 1943
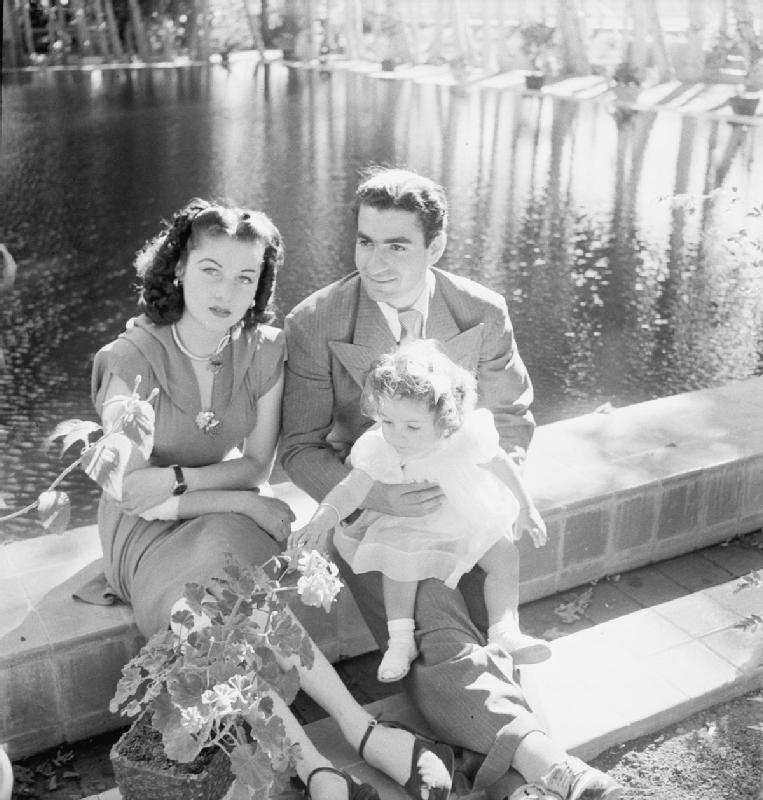
Перша дружина Принцеса Фавзія і кронпринц Мохаммед з дочкою Шахназ
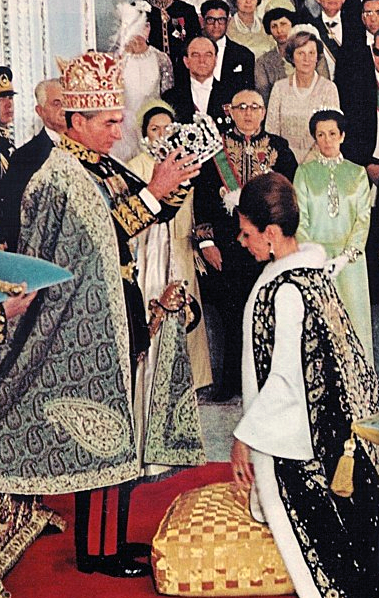
Шах коронує шахбану Ірану Фарах на церемонії у 1967 (на голові Мохаммеда Рези Корона Пахлаві)
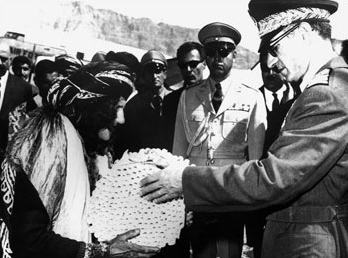
Шах розподіляє земельні наділи
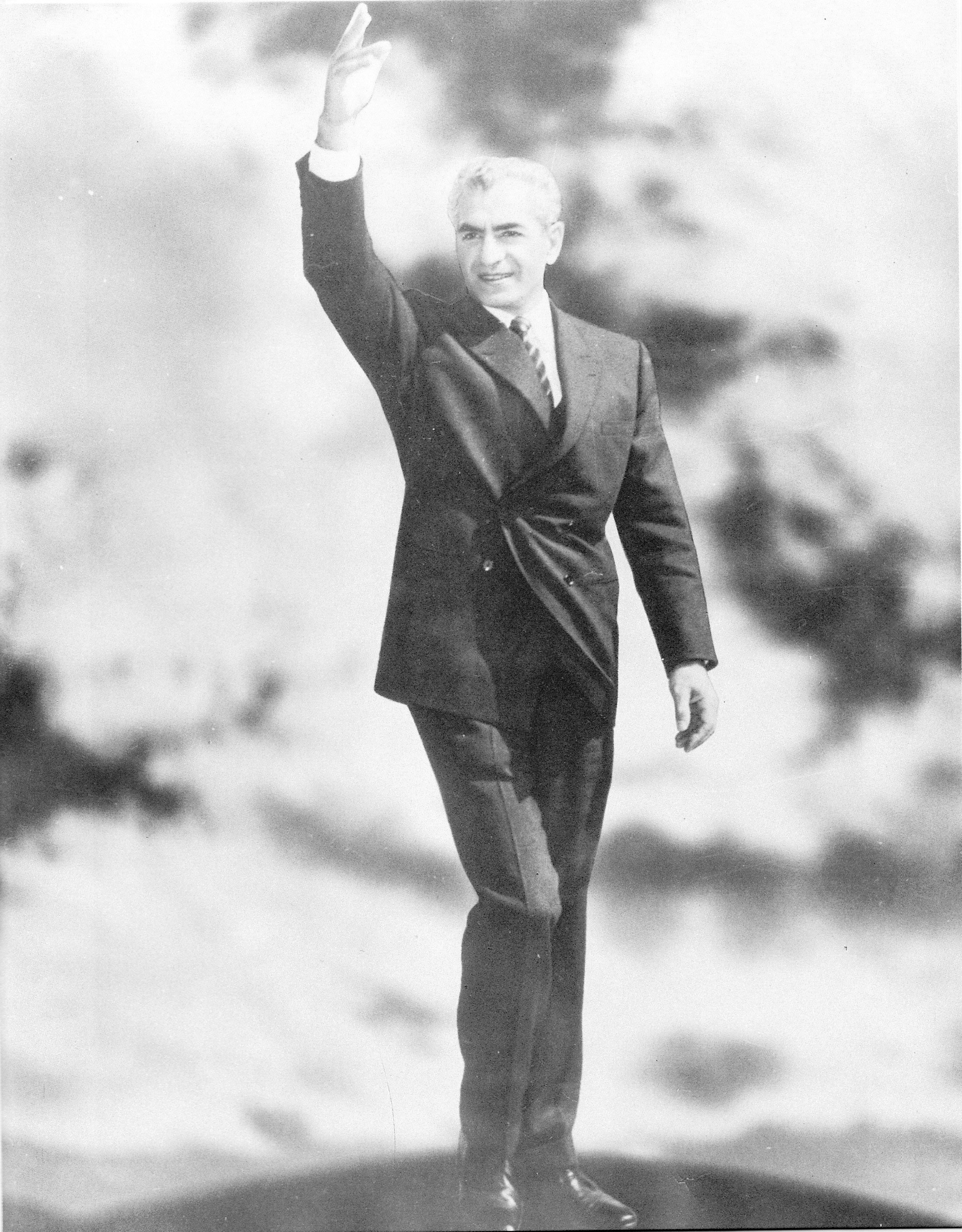
Шах вітає народ, початок Білої революції
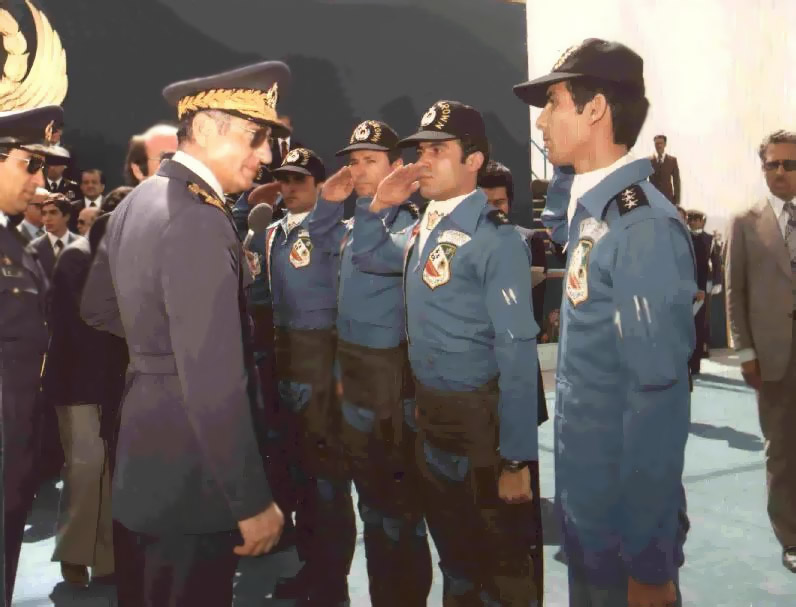
З військовими пілотами
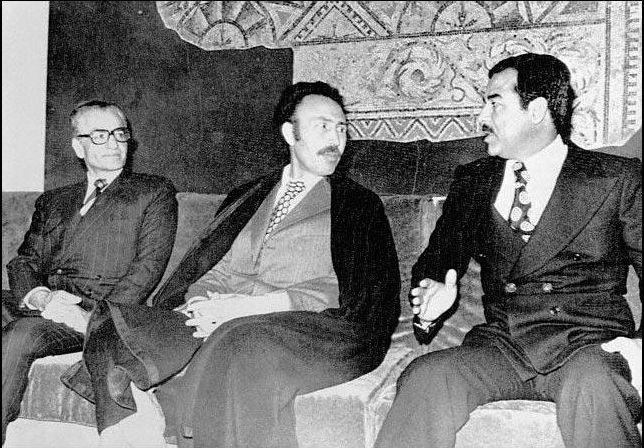
Алжир, зустріч з Хуарі Бумедьєном та Саддамом Хусейном
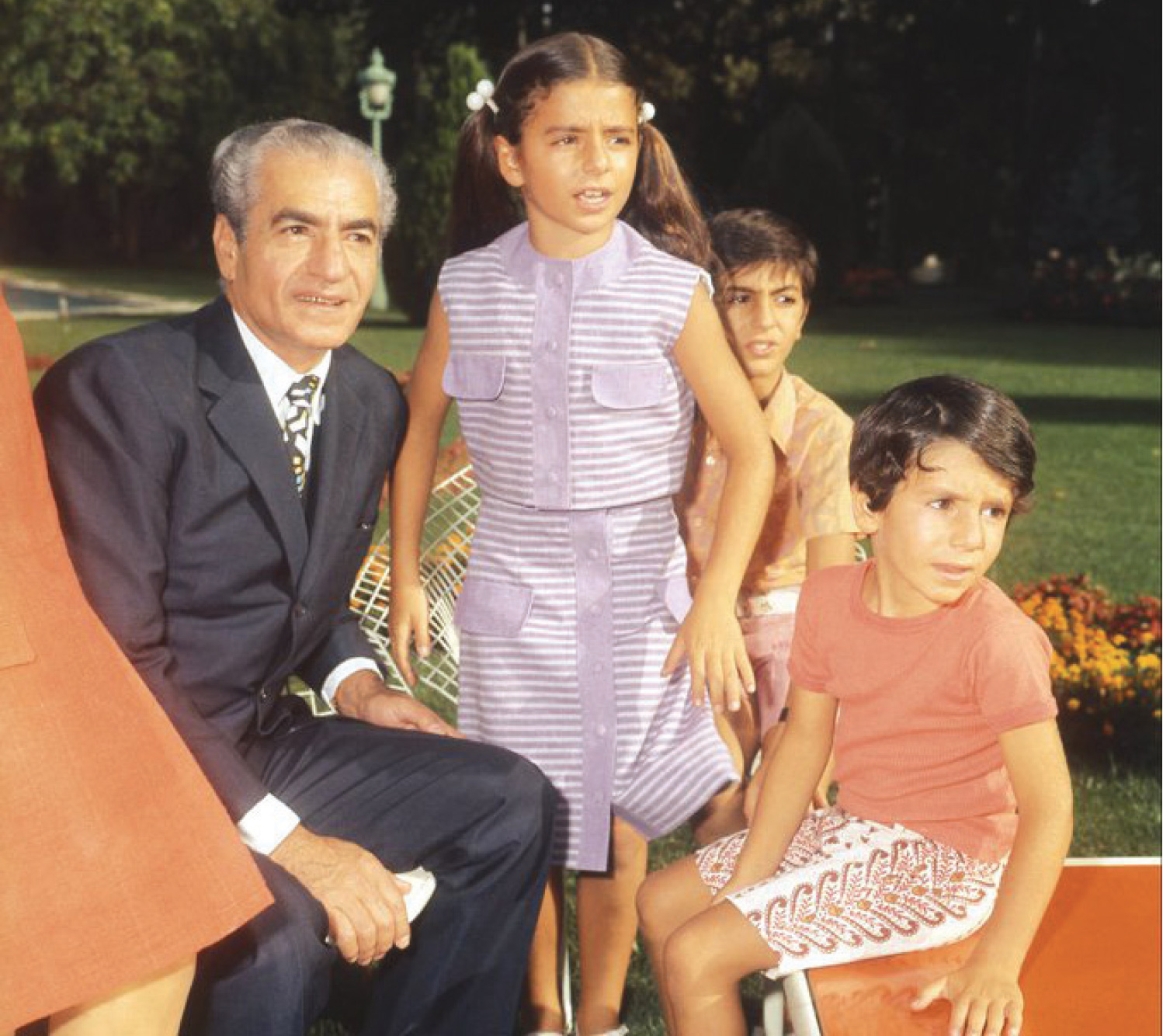
Родина
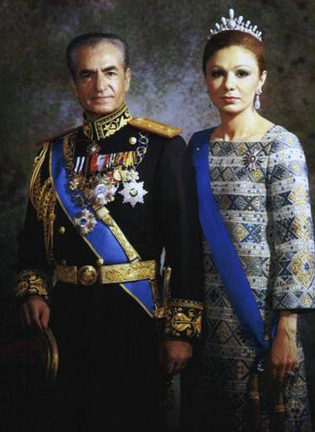
Шах із третьою дружиною Фарах
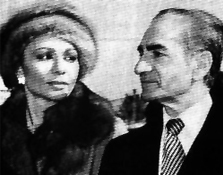
Перед втечею з Ірану
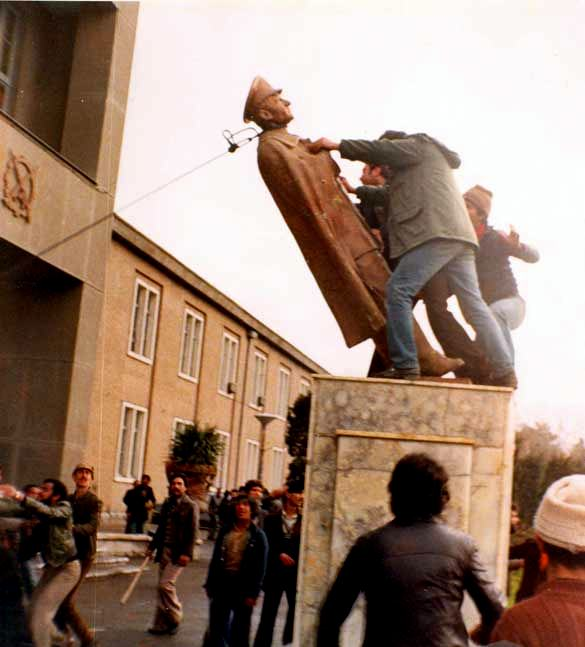
Повалення статуї шаха під час Революції
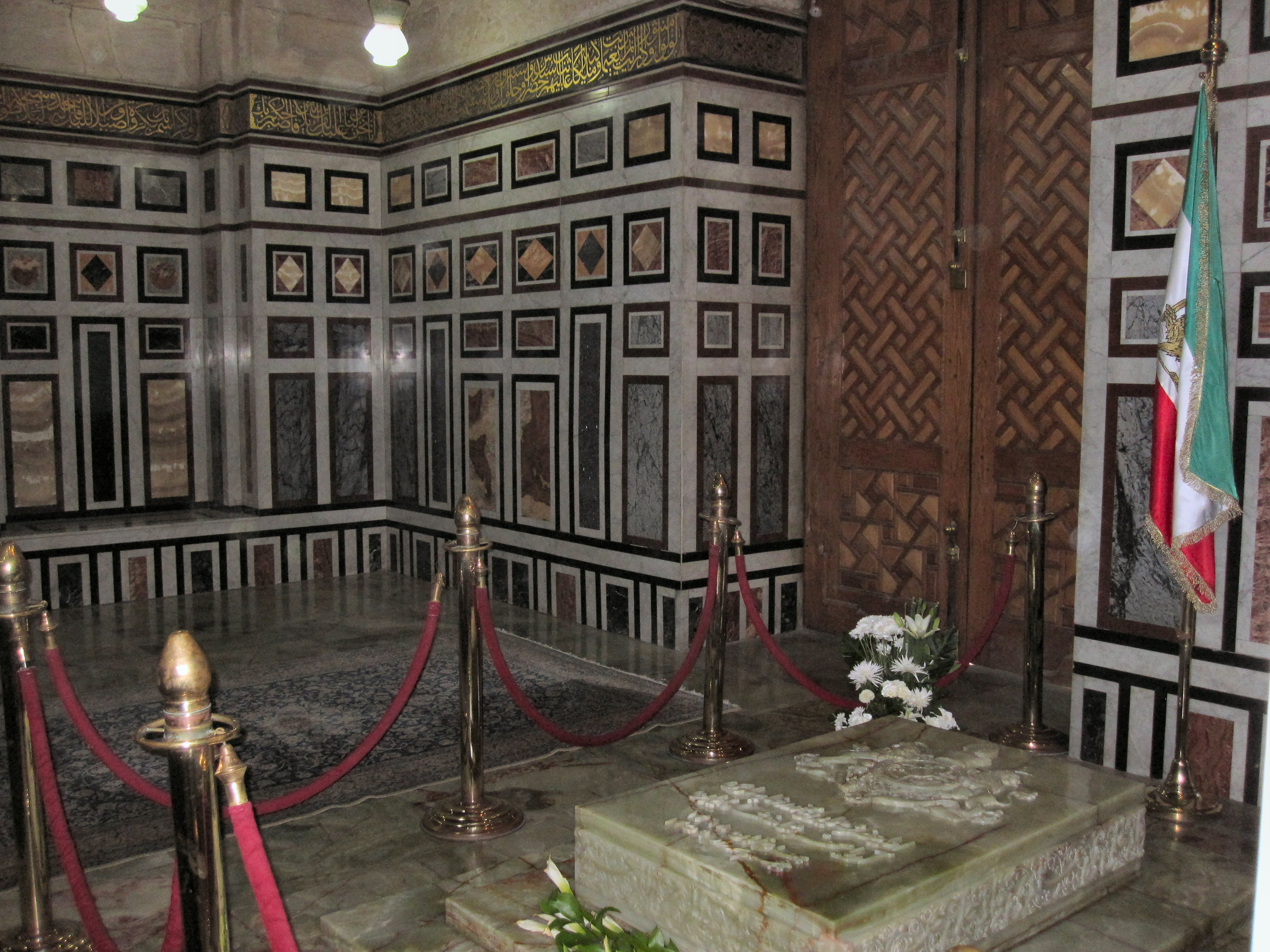
Місце поховання Шаха у каїрській мечеті ар-Ріфаї

## З Президентами США

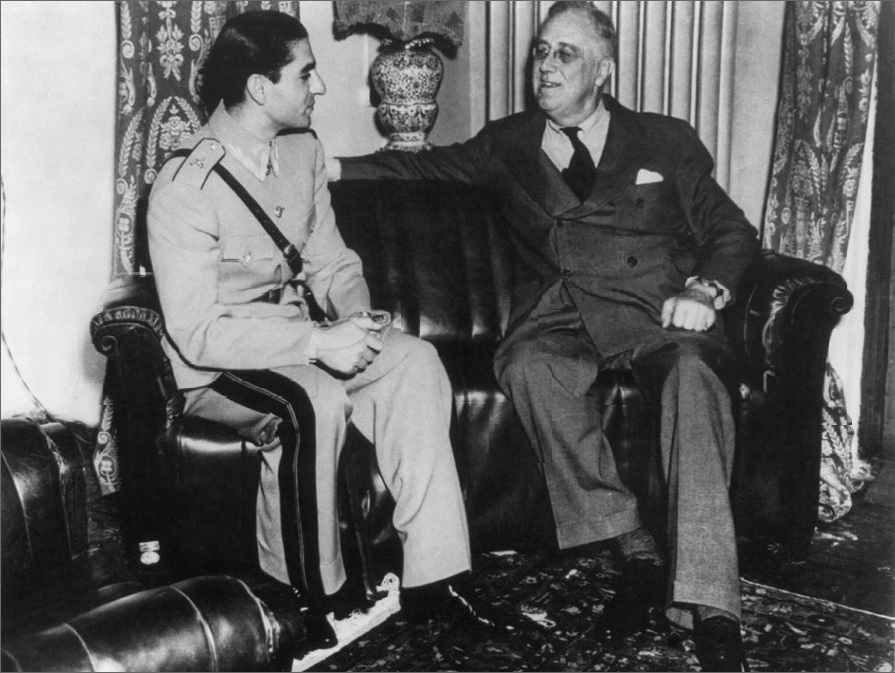
Шах і Франклін Рузвельт, Тегеранська конференція (1943) — через 2 роки після примусового зречення батька під час англо-радянського вторгнення в Іран
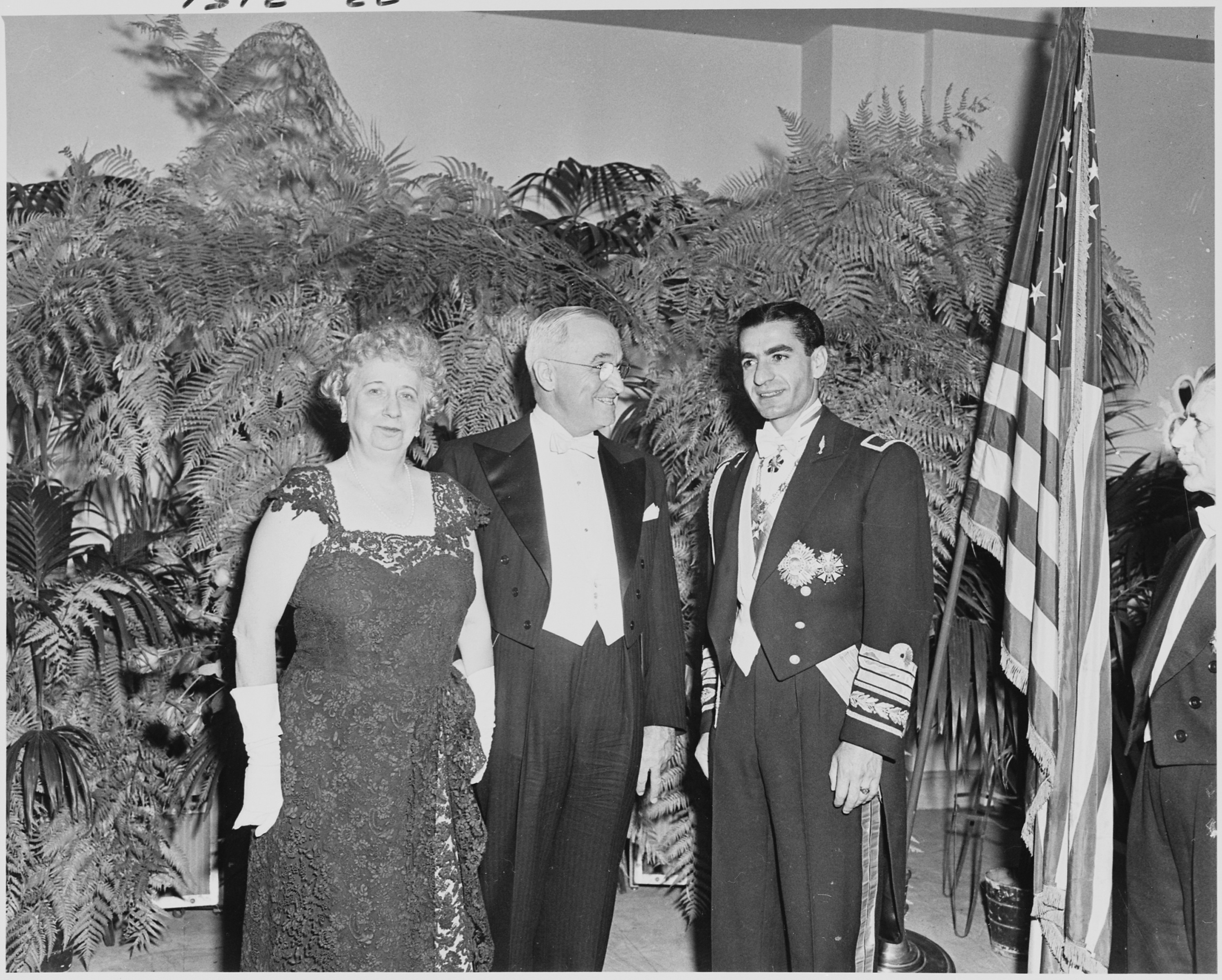
Шах і президент США Гаррі Трумен
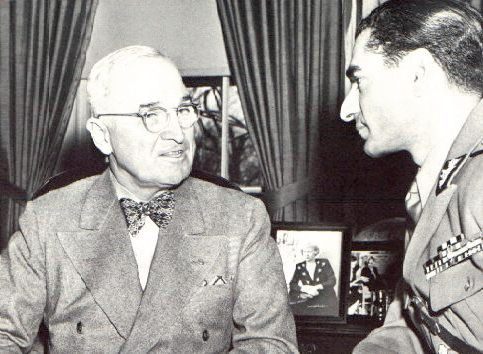
Шах і Гаррі Трумен, 1949
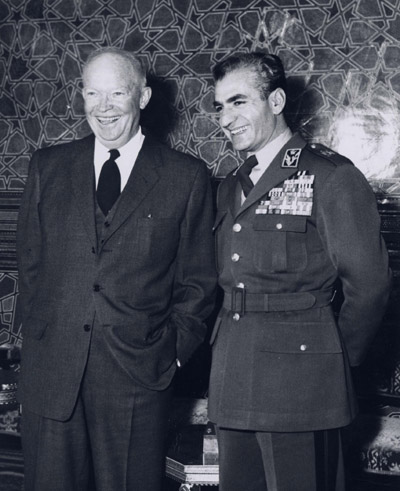
Шах і Дуайт Ейзенхауер, 1959
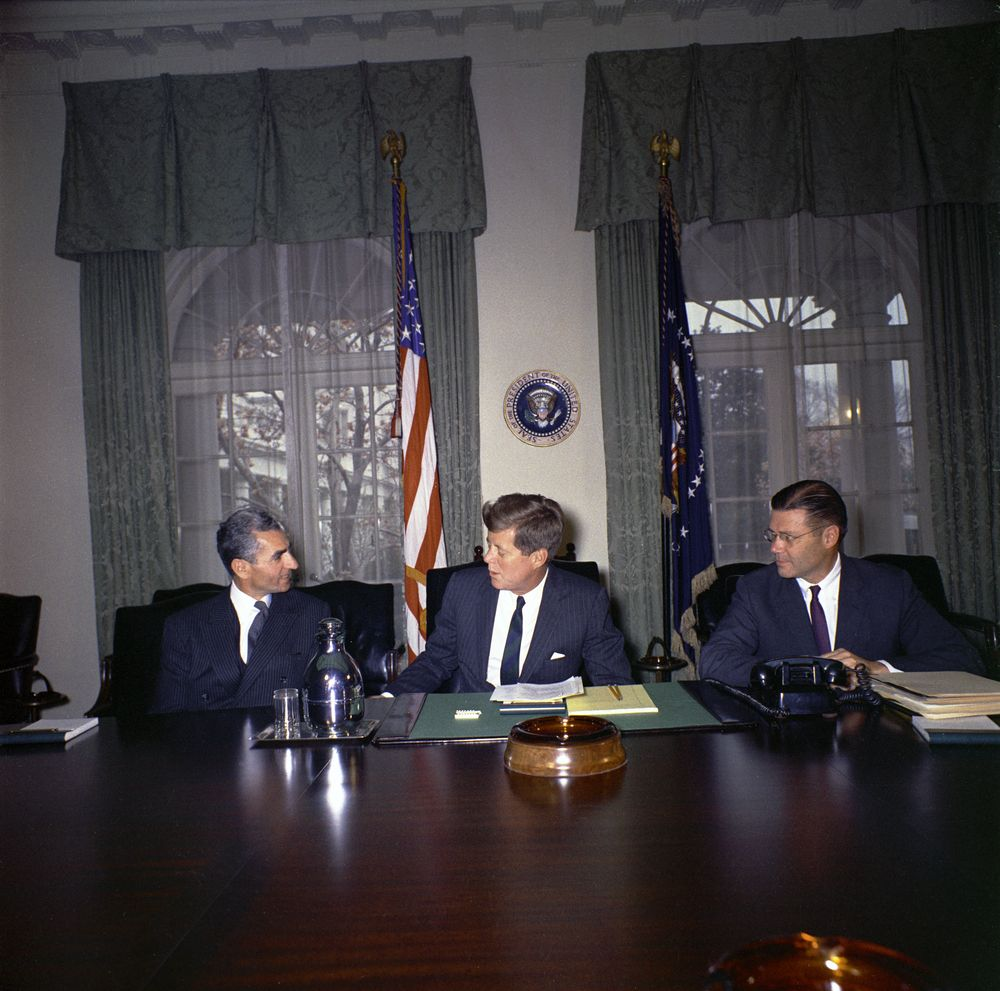
Шах, Джон Фіцджеральд Кеннеді та Роберт МакНамара, 1962
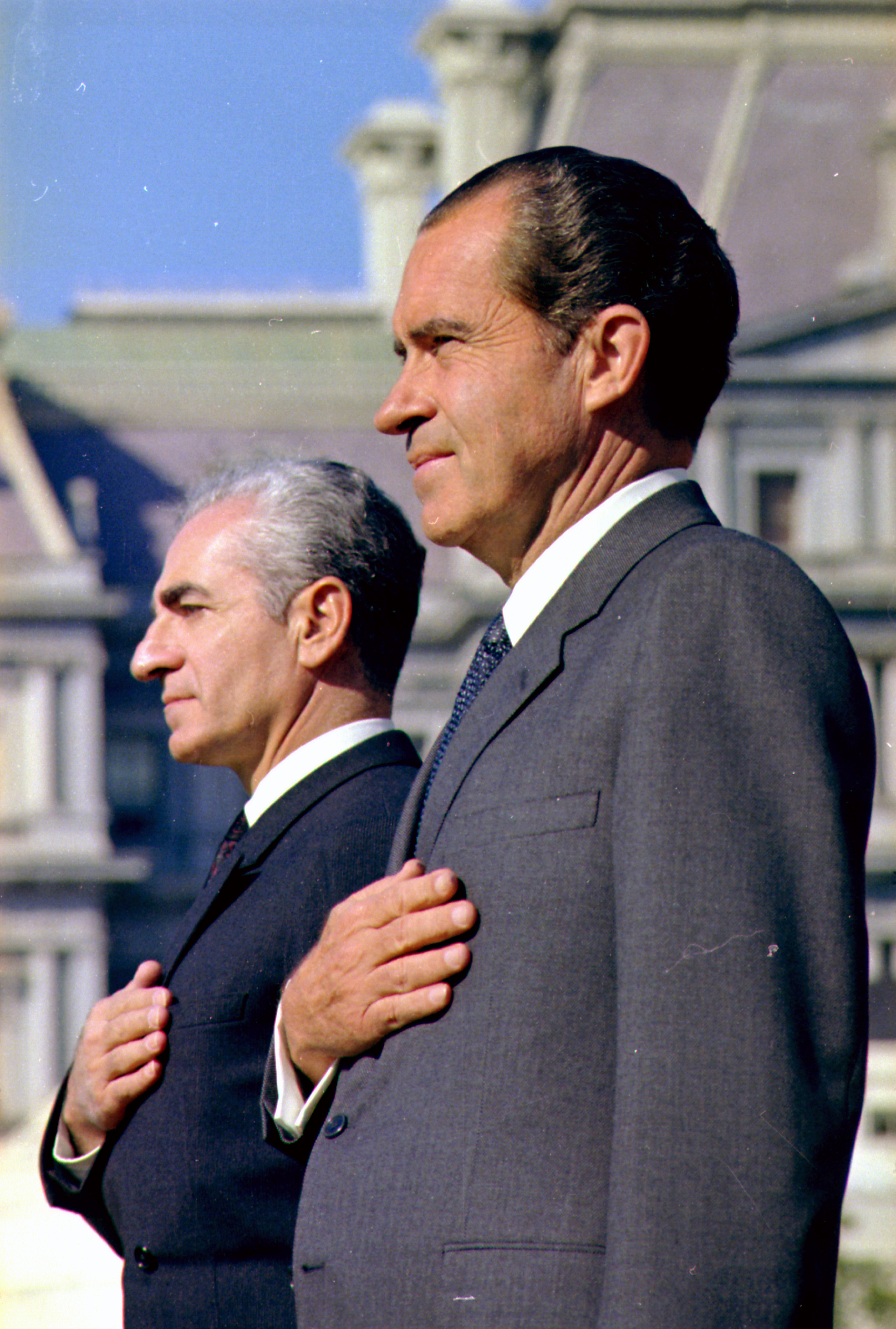
Шах і Річард Ніксон, 1969
Шах і президент США Річард Ніксон з Патрисією Ніксон